# Літак (Луцьк)
Літак Іл-18Б — встановлений у 1981 році, перед святкуванням 900-річчя столиці Волині на вулиці Ворошилова (нині проспект Молоді) м. Луцька. Літак є одним із 64 літаків Іл-18Б, що були побудовані в 1958—1959 рр. Літак перегнали на аеродром в Прилуцькому, після чого тягачем дотягнули на 33 квартал. В той час він був авіапам'ятником радянської цивільної авіації. Його розташували на просторому бетонному майданчику.
Реєстрація борту: CCCP-75659, серійний номер: 188000603.
Аерофлот — МГА СССР
Луцький «Іл-18» — один із 7 літаків-пам'ятників, які збереглися по цілому світу. Крім Луцьку, є ще в Східній Німеччині (Боркхайде), в Українському музеї авіації (Київ), у Парку перемоги в Ставрополі, в аеропорту м. Вологда, на майданчику аеропорту м. Любляна і в м. Мерке Республіки Казахстан.

## Історія

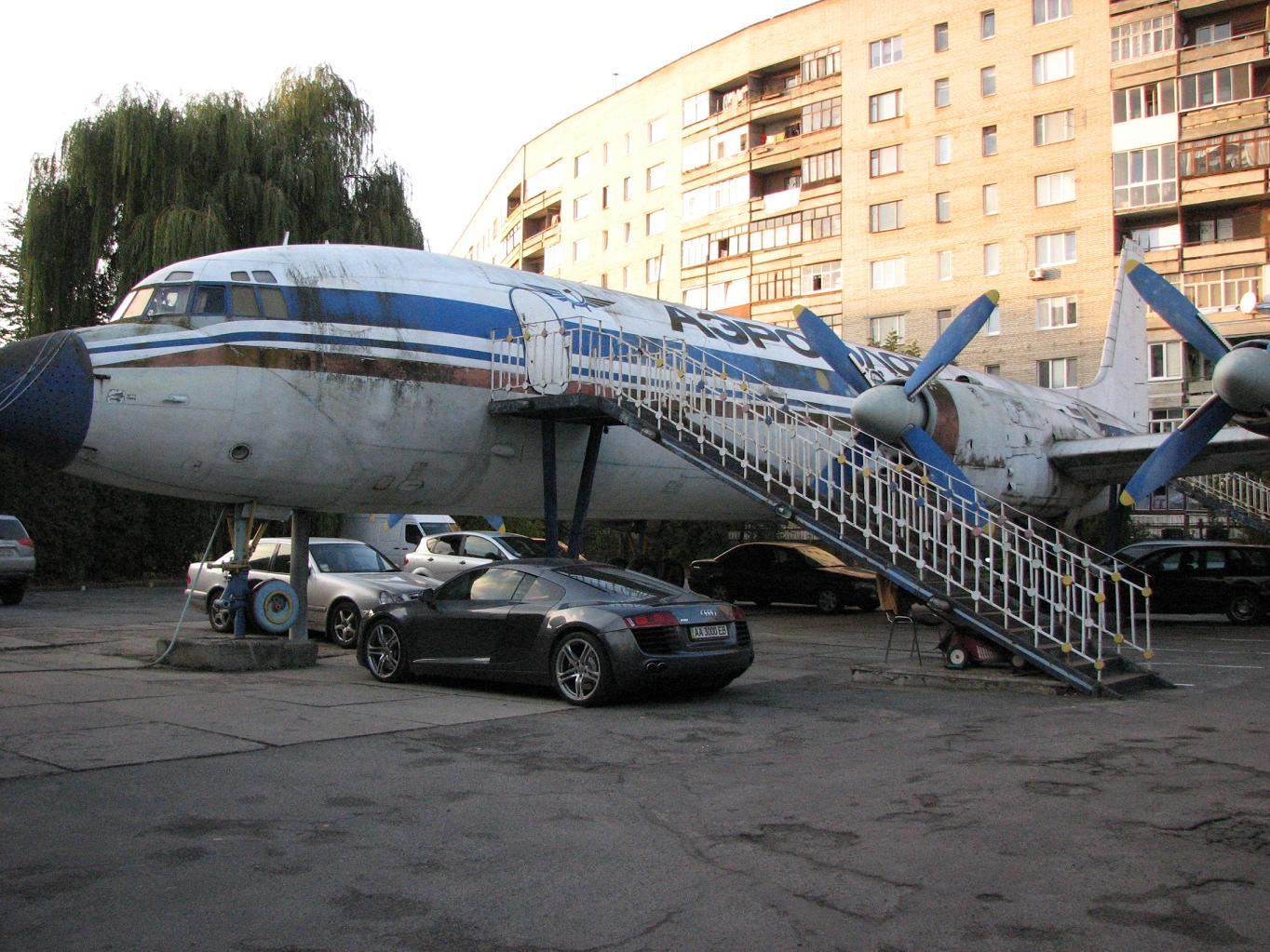
Стоянка під літаком — 2011 р.

Літак Іл-18Б був побудований для використання у цивільній авіації на машинобудівному заводі «Знамя Труда» в 1958 році. Модель призначалася для перельотів на середні відстані. Після завершення терміну експлуатації лайнери популярної серії було спрямовано в різні міста СРСР і встановлено як пам'ятники.
На початку 80-х Іл-18Б у Луцьку використовувався як дитячий кінотеатр. Поруч побудовано кінотеатр «Луцьк». На початку 90-х тривалий час використовувався як заклад харчування й мав назву «Бар-літак».
За даними «Комунальна нерухомість» у 1996 році його вивели з комунальної власності і приватизувало місцеве підприємство. У 2000-х об'єкт закрили, і досі сам він не використовується, а територія навколо огороджена й використовується як платна автостоянка.
У 2012 році під час сесії Луцької міської ради підіймали питання про демонтаж літака, оскільки конструкція застаріла і неактуальна.